# Koba Kakaladze
Koba Kakaladze (7 de junio de 1986) es un deportista georgiano que compitió en lucha libre. Ganó una medalla de bronce en el Campeonato Europeo de Lucha de 2008, en la categoría de 66 kg.

## Palmarés internacional
| Campeonato Europeo | Campeonato Europeo  | Campeonato Europeo | Campeonato Europeo |
| Año                | Lugar               | Medalla            | Categoría          |
| ------------------ | ------------------- | ------------------ | ------------------ |
| 2008               | Tampere (Finlandia) | Medalla de plata   | 66 kg              |